# USS Grayback (SSG-574)
Pour les autres navires du même nom, voir USS Grayback.
L'USS Grayback (SS/SSG/APSS/LPSS-574), premier navire de sa classe est un sous-marin de la marine américaine. Il est le deuxième navire à porter le nom de Grayback.
Sa quille a été posée le 1er juillet 1954 par le chantier naval de l'île Mare de Vallejo, en Californie. Il a été lancé le 2 juillet 1957 parrainée par Mme John A. Moore, veuve du dernier skipper de l'USS Grayback (SS-208) et mis en service à Mare Island le 7 mars 1958 avec le capitaine de corvette Hugh G. Nott aux commandes. Le Grayback a été initialement conçu comme sous-marin d'attaque, mais a été converti en sous-marin lanceur de missiles de croisière Regulus en 1958. Après sa mise hors service, l'USS Grayback est coulé comme cible d'entrainement le 13 avril 1986 dans la mer de Chine méridionale.

## Histoire opérationnelle

### Sous-marin lance-missiles

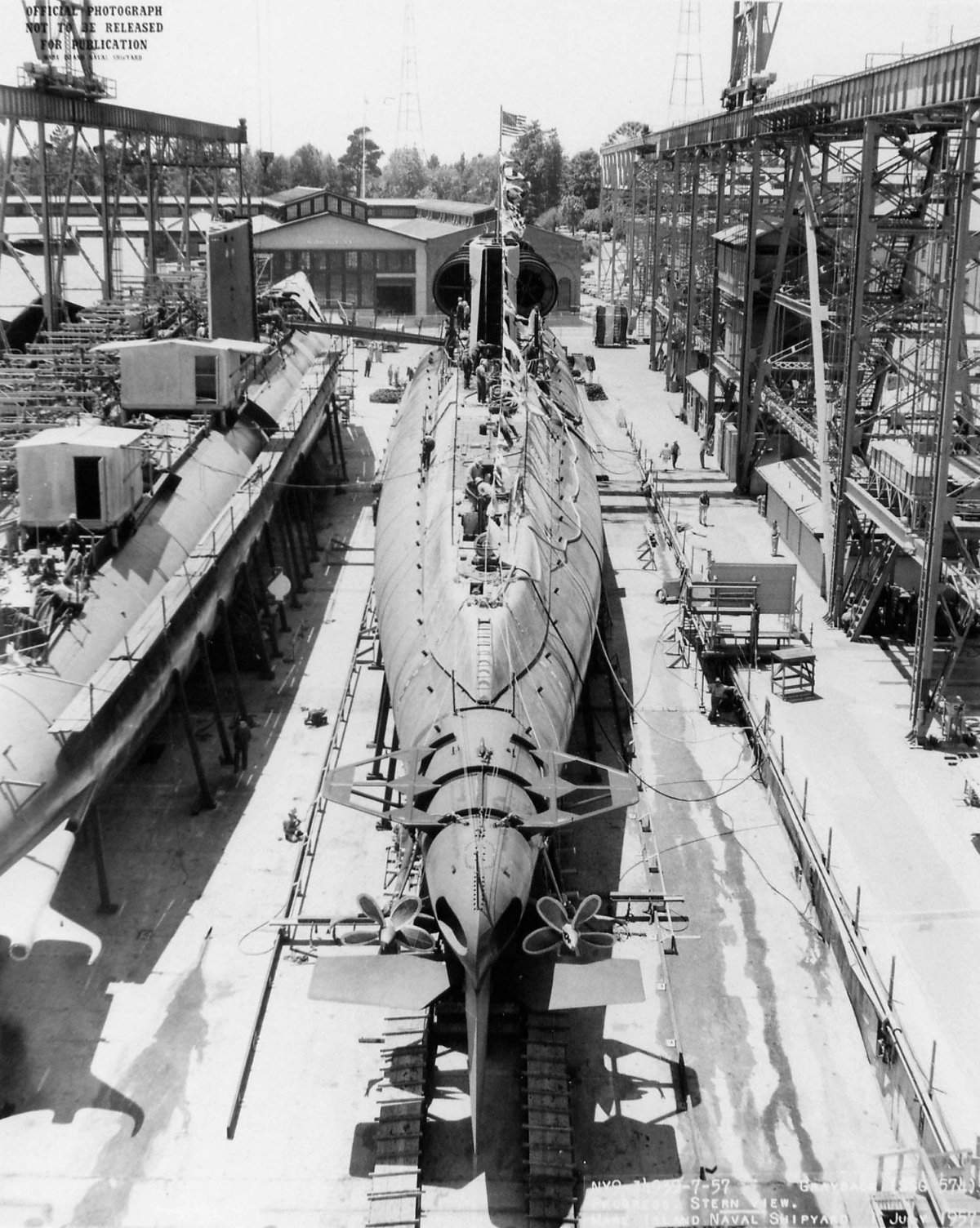
Le Grayback avant son lancement
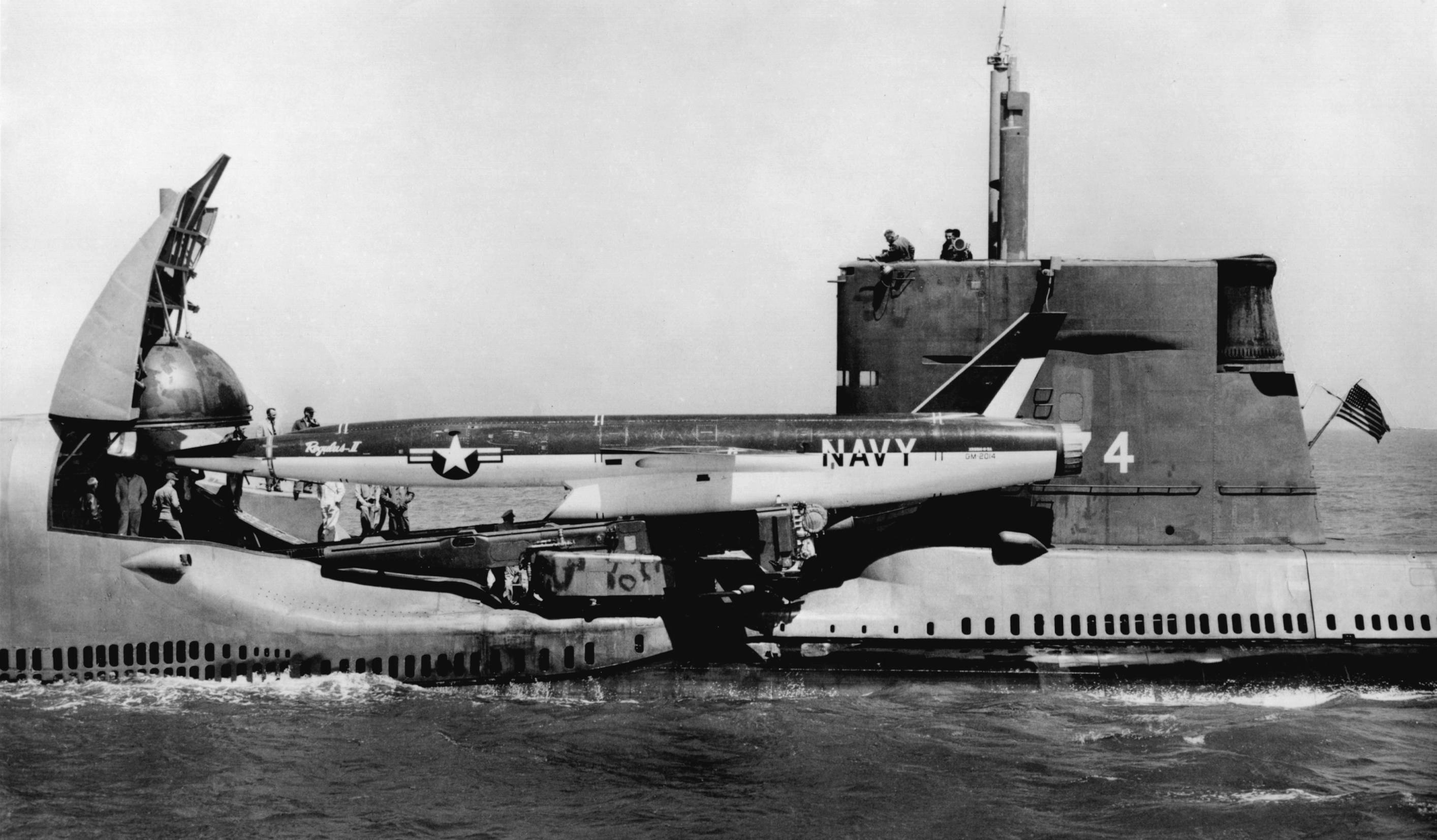
Le Grayback s'apprêtant à lancer un missile Regulus II